# Giuseppe Viani
Giuseppe Ferruccio Viani (ur. 13 września 1909 w Treviso, zm. 6 stycznia 1969 w Ferrarze), pseudonim Gipo – włoski piłkarz grający na pozycji pomocnika, w późniejszych latach trener.
W latach 1926–1941 grał we włoskich klubach: Treviso FC, Inter Mediolan, S.S. Lazio, AS Livorno, Juventus F.C. i US Siracusa. W 304 spotkaniach strzelił 22 bramki.
Po zakończeniu kariery piłkarskiej Viani rozpoczął pracę szkoleniową. W latach 1946–1965 Trenował m.in. Romę, Bolonię i A.C. Milan. W roku 1960 był również trenerem reprezentacji Włoch.